# 폴 루번스
폴 루번스(영어: Paul Reubens, 1952년 8월 27일~2023년 7월 30일)는 미국의 배우, 희극인, 작가, 제작자이다.

## 출연 작품

### 영화
- 블루스 브라더스 (1980)
- 피위의 대모험 (1985)
- 협곡의 실종 (1986)
- 배트맨 2 (1992)
- 뱀파이어 해결사 (1992)
- 팀 버튼의 크리스마스 악몽 (1993)
- 내 이름은 던스턴 (1996)
- 마틸다 (1996) - FBI 요원 역
- 미녀와 야수: 마법의 크리스마스 (1997) - 목소리
- 닥터 두리틀 (1998) - 목소리 출연
- 미스테리 맨 (1999)
- 블로우 (2001)
- 르노 911! - 마이애미 (2007)
- 개구쟁이 스머프 (2011) - 목소리
  - 개구쟁이 스머프 2 (2013)
- 톰과 제리: 잭과 콩나무 (2013) - 목소리
- 엑시덴탈 러브 (2015)
- 피위의 빅 홀리데이 (2016)
- 퀴즈 레이디 (2023)

### 텔레비전
- 새터데이 나이트 라이브 (1985)
- 피위의 플레이하우스 (1986-90)
- 세서미 스트리트 (1988)
- 머피 브라운 (1995-97)
- 내 사랑 레이몬드 (2000)
- 앨리 맥빌 (2001)
- 러그래츠 (2002) - 목소리
- 르노 911! (2006)
- 30 ROCK (2007)
- 냠냠 차우더 (2007-09) - 목소리
- 배트맨 더 브레이브 (2009-11) - 목소리
- 핀과 제이크의 어드벤처 타임 (2010) - 목소리
- WWE 러 (2010)
- 트론: 업라이징 (2012-13) - 목소리
- 로봇 치킨 (2012-15) - 목소리
- 쿵푸 팬더: 전설의 마스터 (2014) - 목소리
- 돌연변이 특공대 닌자 거북이 (2014) - 목소리
- 산제이 & 크레이그 (2014) - 목소리
- 스타워즈 반란군 (2014) - 목소리
- 레고 DC 코믹스: 배트맨 스페셜: 사라진 저스티스 리그를 구하라! (2014) - 목소리
- 피니와 퍼브 (2014) - 목소리
- 아메리칸 대드! (2014, 2016) - 목소리
- 블랙리스트 (2014-15)
- 펜 제로: 파트타임 히어로 (2015-17) - 목소리
- 고담 (2016-17)
- 볼트론: 전설 속의 수호자 (2017-18) - 목소리
- 레전드 오브 투모로우 (2018-19) - 목소리

### 비디오 게임
- 마인크래프트: 스토리 모드 (2015)
- 콜 오브 듀티: 인피니트 워페어 (2016)